# Келсі Чоу
Келсі Есбілл Чоу (англ. Kelsey Asbill Chow) — американська акторка, що народилася в Колумбії, Південна Кароліна. Відома своєю роллю Мікайли в ситкомі Disney XD «Два королі» і роллю Моніки Лонг у серіалі «Єллоустоун». З 2005 по 2009 рік виконувала повторювану роль Джігі Сільвері в драмі «Школа виживання». Вона зіграла Трейсі Стюарт у серіалі MTV «Вовченя» у 2015—2016 роках.
У всіх фільмах, де знімалась до 2017 року вона вказана як Келсі Чоу. У більшості своїх ролей, починаючи з 2017 року, наприклад, у Вітряна ріка, Єллоустоун та Фарґо, вона згадується як Келсі Асбіл.

## Ранні роки
Келсі народилася 1991 року в Колумбії, штат Південна Кароліна в США. Її батько — китаєць, а мати — американка. Має молодших брат і сестру. Брат молодший за Келсі на два роки, а сестра — молодша на вісім років. Відвідувала Колумбійський університет у місті Нью-Йорк .

## Кар'єра
Келсі Чоу отримала свою першу роль на телебаченні у 2005 році. Вона зіграла другорядну роль Джіджі Сілвері в серіалі « Школа виживання». Потім Чоу знялася у фільмі «Братик Ден» на Disney Channel. Наприкінці 2010 року Келсі Чоу почала зніматися в серіалі «Два королі» на телеканалі Disney XD. У 2015 році знялася зі Стефані Скотт у музичному кліпі на пісню Гейлі Кійоко «Girls Like Girls» та отримала повторювану роль у п'ятому сезоні серіалу «Вовченя».
У всіх фільмах, де знімалась до 2017 року вона вказана як Келсі Чоу. У більшості своїх ролей, починаючи з 2017 року, наприклад, у Вітряна ріка, Єллоустоун та Фарго, вона згадується як Келсі Асбіл..

## Особисте життя
З 2012 року у відносинах з актором Вільямом Моузлі .

## Фільмографія
| Рік       |    | Українська назва                    | Оригінальна назва               | Роль                 |
| --------- | -- | ----------------------------------- | ------------------------------- | -------------------- |
| 2005—2009 | с  | Школа виживання                     | One Tree Hill                   | Джиджі Сілвері       |
| 2008      | с  | Всі тип-топ, або Життя Заку та Коді | The Suite Life of Zack and Cody | Дакота               |
| 2009      | ф  |                                     | My Sweet Misery                 | Колишня подруга      |
| 2010      | тф | Братик Ден                          | Den Brother                     | Метіс Барроус        |
| 2010—2013 | с  | Два королі                          | Pair of Kings                   | Мікейла              |
| 2012      | с  | Підстава                            | Punk'd                          | Келсі Чоу            |
| 2012      | ф  | Нова Людина-павук                   | The Amazing Spider-Man          | Саллі Евріл          |
| 2013      | ф  | Біжи                                | Run                             | Емілі Балтімор       |
| 2013      | ф  | Вино літа                           | The Wine of Summer              | Брит                 |
| 2014      | кф |                                     | Found Footage                   | Келсі Чоу            |
| 2014      | с  | Папочка                             | Baby Daddy                      | Стефані              |
| 2014      | тф | Ієрогліф                            | Hieroglyph                      | Лотос Тенрі          |
| 2015      | ф  |                                     | Full of Grace                   | Зоря                 |
| 2015      | с  |                                     | Chicago Sanitation              | санітарний працівник |
| 2015—2016 | с  | Вовченя                             | Teen Wolf                       | Трейсі Стюарт        |
| 2017      | с  |                                     | Embeds                          | Марісса              |
| 2017      | ф  | Вітряна ріка                        | Wind River                      | Наталі Генсон        |
| 2018—2023 | с  | Єллоустоун                          | Yellowstone                     | Моніка Даттон        |
| 2018      | с  | Розділені разом                     | Splitting Up Together           | Шарлотт              |
| 2018      | тф | Кохання у чашці кави                | Brimming with Love              | Еллі Морган          |
| 2020      | с  | Фарґо                               | Fargo                           | Свіні Капс           |
| 2024      | ф  | Жага до життя                       | Don't Move                      | Айріс                |

| Рік  | Співак       | Пісня                                         | Notes                |
| ---- | ------------ | --------------------------------------------- | -------------------- |
| 2013 | Бонні МакКі  | «Sleepwalker (Лунатик)»                       | Головна роль         |
| 2015 | Гейлі Кійоко | «Girls Like Girls (Дівчата люблять дівчаток)» | Головна роль (Sonya) |